# Zentralkomitee
Ein Zentralkomitee, abgekürzt ZK, gehört im Machtgefüge von kommunistischen Parteien zu den obersten Entscheidungsgremien. Basierend auf der Struktur der Kommunistischen Partei der Sowjetunion (KPdSU) waren das Zustandekommen, die Aufgaben und die Bedeutung der Zentralkomitees in den anderen KP bis auf Einzelheiten identisch. Seit dem Zerfall des Ostblocks und der Sowjetunion sowie der anschließenden Abnahme der Popularität der großen westeuropäischen kommunistischen Parteien, werden Zentralkomitees nur noch in wenigen Staaten praktiziert.

## Die Wahl und die Aufgaben
Das Zentralkomitee war eine ständige administrative und vor allem ausführende Einrichtung der kommunistischen Partei zwischen zwei Parteitagen, welche nominell die höchste Parteiinstanz waren.
In Ländern, in denen sich die kommunistischen Parteien an der Macht befanden, beherrschte das Zentralkomitee der Partei die zentralen Machtorgane des Staates und gesellschaftliche Institutionen mittels dort integrierter Parteiorganisationen und Parteizellen einerseits und durch die Tatsache, dass entscheidende Repräsentanten des Staates zugleich Mitglieder des Zentralkomitees waren, andererseits.
Das Zentralkomitee wurde durch einen Parteitag gewählt. Das sogenannte Plenum setzte sich aus Mitgliedern (stimmberechtigte Vollmitglieder) sowie Kandidaten (nicht stimmberechtigt) zusammen. Das Plenum trat – je nach Parteistatuten – meist mehrmals im Jahr zusammen. Das Zentralkomitee bestimmte aus seiner Mitte den Generalsekretär, das Politbüro und das Sekretariat. Es ist im Organgefüge grob vergleichbar mit dem Vorstand anderer Parteien.

## Sekretariat, Politbüro, Generalsekretär
Weil das Zentralkomitee ebenfalls kein ständig tagendes Organ ist, wurden (bereits 1919 in der KPR(B)) nach dem Prinzip der sich verengenden Hierarchie weitere engere und dauerhafte Spitzenorgane geschaffen, die die Arbeit zwischen den Plenartagungen des ZK bestimmen.
Die Wechselbeziehung und hierarchische Abstufung zwischen diesen drei Organen kann nicht eindeutig bestimmt werden, sie war in verschiedenen historischen Epochen, abhängig von der konkreten Situation sowie von Land zu Land unterschiedlich. Auch die Rolle des Generalsekretärs kann nicht automatisch als die eines Alleinherrschers definiert werden. Darüber hinaus bedurfte die Wahl eines Generalsekretärs beispielsweise in den meisten Ländern des ehemaligen Ostblocks der Zustimmung des Politbüros der KPdSU.

### Sekretariat
Das Sekretariat (bzw. Sekretariat des Zentralkomitees), durch das Plenum des ZK gewählt, leitete die laufende Arbeit, insbesondere kontrollierte es die Umsetzung der Beschlüsse und die Kaderauswahl (Personalpolitik) und war somit das Vollzugsorgan der Partei.

### Politbüro
Das Politbüro (Abkürzung für politisches Büro), zeitweise auch Präsidium (des ZK) oder Politisches Exekutivkomitee genannt, wurde ebenfalls vom Plenum des ZK gewählt und war der politische Führungskern und die eigentliche Machtzentrale der Partei.
Das Politbüro bestand in der Regel aus Vollmitgliedern und nicht stimmberechtigten Kandidaten; es handelte sich um Sekretäre des Zentralkomitees, ergänzt durch andere führende Funktionäre der Partei bzw. der Regierung, Gewerkschaften usw. Zur Agenda der Sitzungen gehörten nicht nur die wichtigsten Fragen der Partei selbst, sondern auch bedeutende Maßnahmen für die Leitung des Staates wie Gesetzesentwürfe, Regierungsarbeit, Programm des Parlaments usw. Deshalb wurden zu den Sitzungen bei Bedarf auch Nichtmitglieder des Gremiums eingeladen.

### Generalsekretär
Der Generalsekretär, zeitweise auch der Vorsitzende oder der Erste Sekretär, wurde vom Zentralkomitee gewählt und hatte zugleich im Politbüro den Vorsitz inne.

## Andere Organe und Einrichtungen des Zentralkomitees
Die Arbeit des Zentralkomitees wurde unterstützt durch fachliche Kommissionen (bzw. Abteilungen), die auf bestimmte Bereiche spezialisiert wurden (volkswirtschaftliche, landwirtschaftliche, ideologische Kommission, Jugendkommission u. a.) und deren Anzahl häufig variierte.
Eine Sonderrolle besaß die (zentrale) Kontroll- und Revisionskommission, die sich mit den inneren Angelegenheiten der Partei befasste und nicht vom Zentralkomitee, sondern vom Parteitag bestimmt wurde.
Die Aufgaben der Bildung und Schulung der Parteifunktionäre übernahm in erster Linie die jeweilige Politische Parteihochschule, wobei der Parteischule der KPdSU eine besondere Rolle zufiel. Daneben gab es zahlreiche Institute (Institute des Marxismus-Leninismus) und ähnliche Einrichtungen.
Das Orgbüro war eine vorübergehende Instanz innerhalb der KPdSU (1919–1952), das später wieder mit dem Politbüro verschmolzen wurde.